# Aurélie Faravavy
Faravavy Aurelie est une athlète malgache non-voyante qui s'est distinguée dans le domaine de l'athlétisme paralympique. Spécialisée dans les épreuves de sprint, elle a représenté Madagascar sur la scène internationale, notamment lors des Jeux paralympiques.

## Histoire
Depuis septembre 2023, Aurélie Faravavy et son guide s’entraînent quotidiennement sur le terrain de l’Université d’Ankatso à Antananarivo. Son objectif principal était de se qualifier pour les Jeux paralympiques de Paris; elle a déjà atteint cet objectif en réussissant les phases de qualification. Aurélie a constamment montré son engagement envers le monde du handisport. Lors du dernier Jeu des îles de l’océan Indien, elle a décroché une médaille d’argent au 100 m non-voyants dames.

## Biographie
Faravavy Aurelie est une jeune athlète malgache malvoyante, née le 01novembre 1993.
En tant qu'athlète non-voyante, Aurélie Faravavy a surmonté de nombreux défis pour s'imposer dans le monde du sport. Son engagement et sa détermination l'ont conduite à participer à diverses compétitions internationales. En 2021, elle a été la seule représentante de Madagascar aux Jeux paralympiques de Tokyo où elle a concouru dans les épreuves du 100 mètres et du 200 mètres.

## succès
Malgré son problème de vue , Faravavy Aurelie brille toujours aux jeux paralympiques . Elle a notamment participé à l'épreuve du 100 mètres en athlétisme aux jeux de Tokyo et puis à ceux de Paris .
| Année | Compétition et Lieu              | Récompenses        |
| ----- | -------------------------------- | ------------------ |
| 2019  | jeux des îles de Maurice         | médaille d'argent  |
| 2019  | meeting d'athlétisme du Maroc    | médaille de bronze |
| 2021  | grand prix d'athlétisme de Dubaï | médaille d'argent  |